# Palaeontologia electronica
Palaeontologia electronica is een internationaal, open access, aan collegiale toetsing onderworpen wetenschappelijk tijdschrift op het gebied van de paleontologie. De naam wordt in literatuurverwijzingen meestal afgekort tot Palaeontol. Electron. Het wordt uitgegeven door Coquina Press en wordt financieel gesteund door de Society of Vertebrate Paleontology, de Palaeontological Association, de Paleontological Society, en de Western Interior Paleontological Society.